# Skirgaila

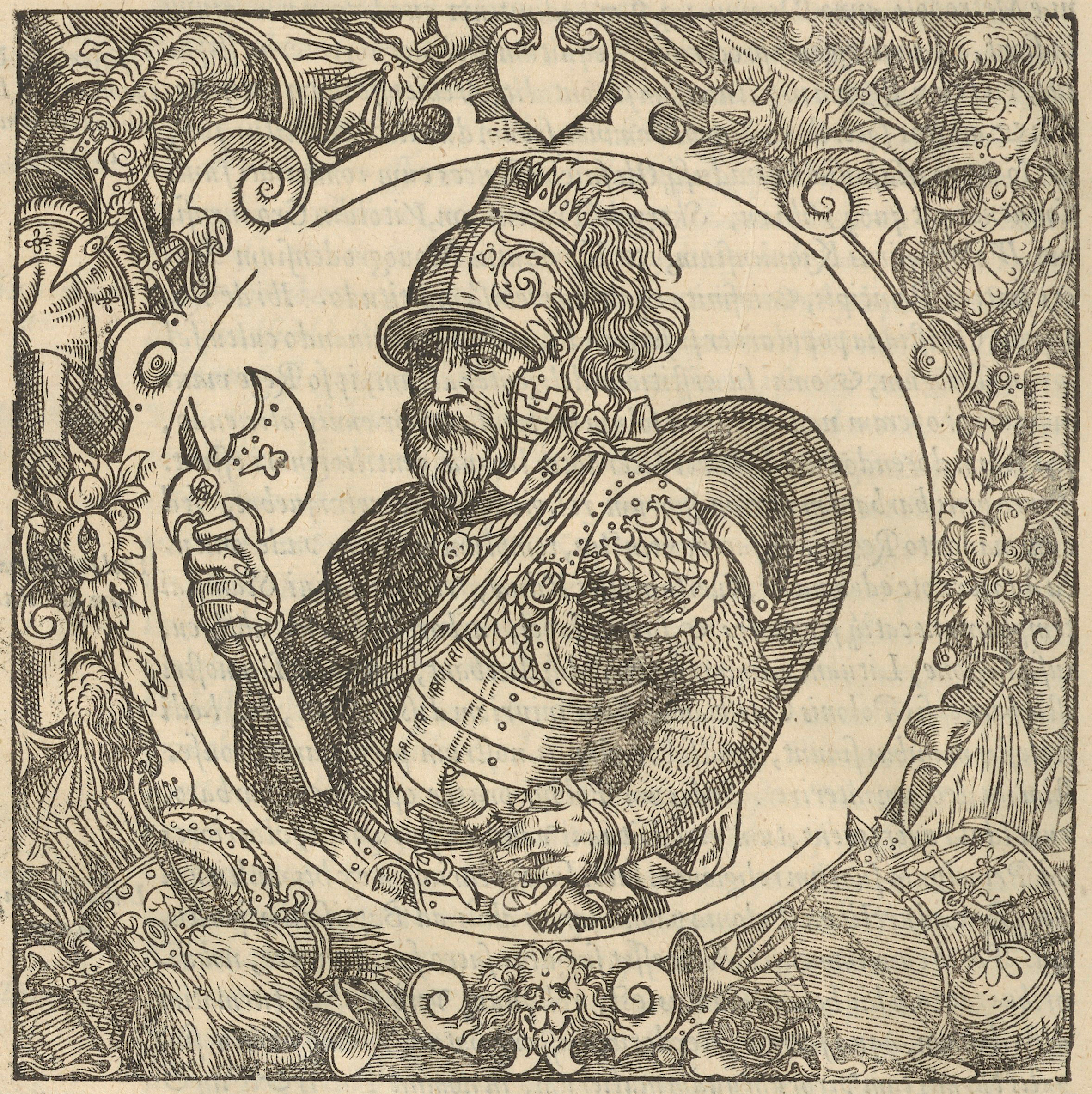
Skirgaila, fiktives Porträt (16. Jahrhundert)

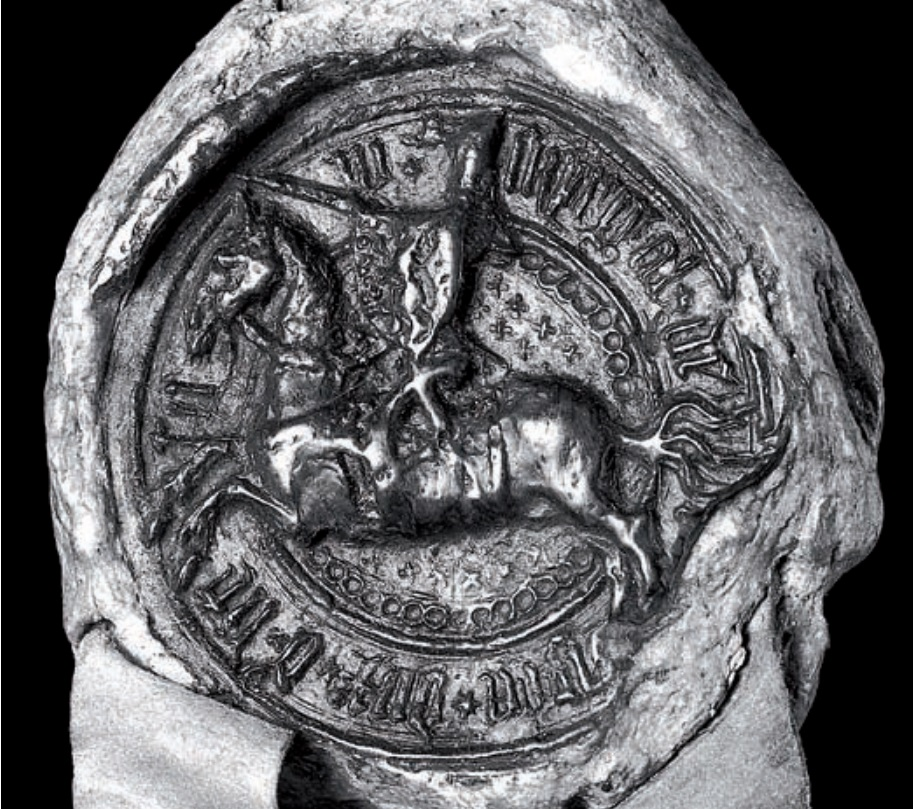
Siegel von Skirgaila, 1382

Skirgaila (polnisch Skirgiełło; geboren um 1354; gestorben am 11. Januar 1397 in Kiew), orthodoxer Taufname Iwan, katholischer Taufname Kasimir, war Fürst von Polozk (1377–1381, 1387–1397), Trakai (1382–1392), Regent von Litauen (1386–1392), Fürst von Minsk (1387–1397), Swislotsch (1387–1397) und Kiew (1393–1397).

## Leben

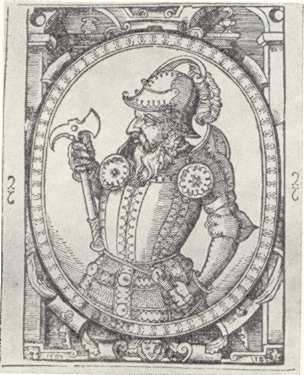
Skirgaila

Er war ein Sohn des litauischen Großfürsten Algirdas und dessen zweiter Ehefrau Uljana von Twer. Sein Geburtsjahr ist unbekannt. 1374 wurde er erstmals als Teilnehmer an einem litauischen Kriegszug gegen den Deutschen Orden erwähnt.
Nach dem Tod des Vaters 1377 wurde sein Bruder Jogaila Großfürst von Litauen. Im folgenden Machtkampf mit ihrem Onkel Kęstutis und dessen Sohn Vytautas war Skirgaila der wichtigste Unterstützer seines Bruders. 1377 vertrieben sie ihren Halbbruder Andrej aus dem Fürstentum Polozk, Skirgaila wurde dessen Nachfolger.
1379 reiste Skirgaila im Auftrag seines Bruders zum Deutschen Orden, zum ungarisch-polnischen König Ludwig I. und zum deutsch-böhmischen König Wenzel IV., möglicherweise auch zum Papst.
1380 schloss Skirgaila als Fürst von Polozk einen fünfmonatigen Friedensvertrag mit dem Livländischen Orden ohne die nötige Zustimmung von Kęstutis. Nach einem Aufstand der Bevölkerung in Polozk ließ sich Skirgaila orthodox taufen.
Ende 1381 begann Kęstutis einen Krieg gegen Jogaila. Er eroberte dessen Burg in Vilnius, nahm Jogaila gefangen, vertrieb Skirgaila aus Polozk und setzte dort wieder Andrej ein. Skirgaila floh nach Livland.
1382 konnte Jogaila die Burg von Kęstutis in Trakai erobern. Er setzte Skirgaila dort als Statthalter ein. In der Folgezeit gelang es ihnen, Kęstutis und Vytautas gefangen zu nehmen. Kęstutis starb nach fünf Tagen in der Haft. Bald verbreitete sich das Gerücht, er sei durch Skirgaila ermordet worden.
Skirgaila wurde zum Fürsten von Trakai ernannt, obwohl des Fürstentum Vytautas zugestanden hatte. Vytautas gelang es mit Unterstützung des Deutschen Ordens, Trakai einzunehmen. 1383 eroberten Jogaila und Skirgaila Trakai zurück. 1384 wurde ein Frieden zwischen Jogaila und Vytautas geschlossen.
1384 unterschrieb Skirgaila neben Jogaila einen Friedensvertrag mit dem Großfürstentum Moskau.
1385 reiste Skirgaila nach Polen und bereitete dort die Hochzeit Jogailas mit der Königin Hedwig vor. 1386 wurde er nach der Krönung Jogailas zum polnischen König dessen Vertreter im Großfürstentum Litauen. Er handelte dort jedoch nicht selbstständig, in Urkunden erscheint vor seinem Namen immer der Jogailas.
1386 eroberte er das Fürstentum Smolensk für Litauen. 1387 vertrieb er Andrej aus Polozk und war seitdem Fürst von Polozk, Minsk und Swislotsch.
1392 verlor er nach dem Vertrag von Ostrowo das Großfürstentum Litauen und Trakai an Vytautas. 1393/95 erhielt er als Ausgleich das Fürstentum Kiew und Schytomyr.
1397 starb Skirgaila in Kiew. Er ist im dortigen Höhlenkloster bestattet.